# Peter Michal Bohúň

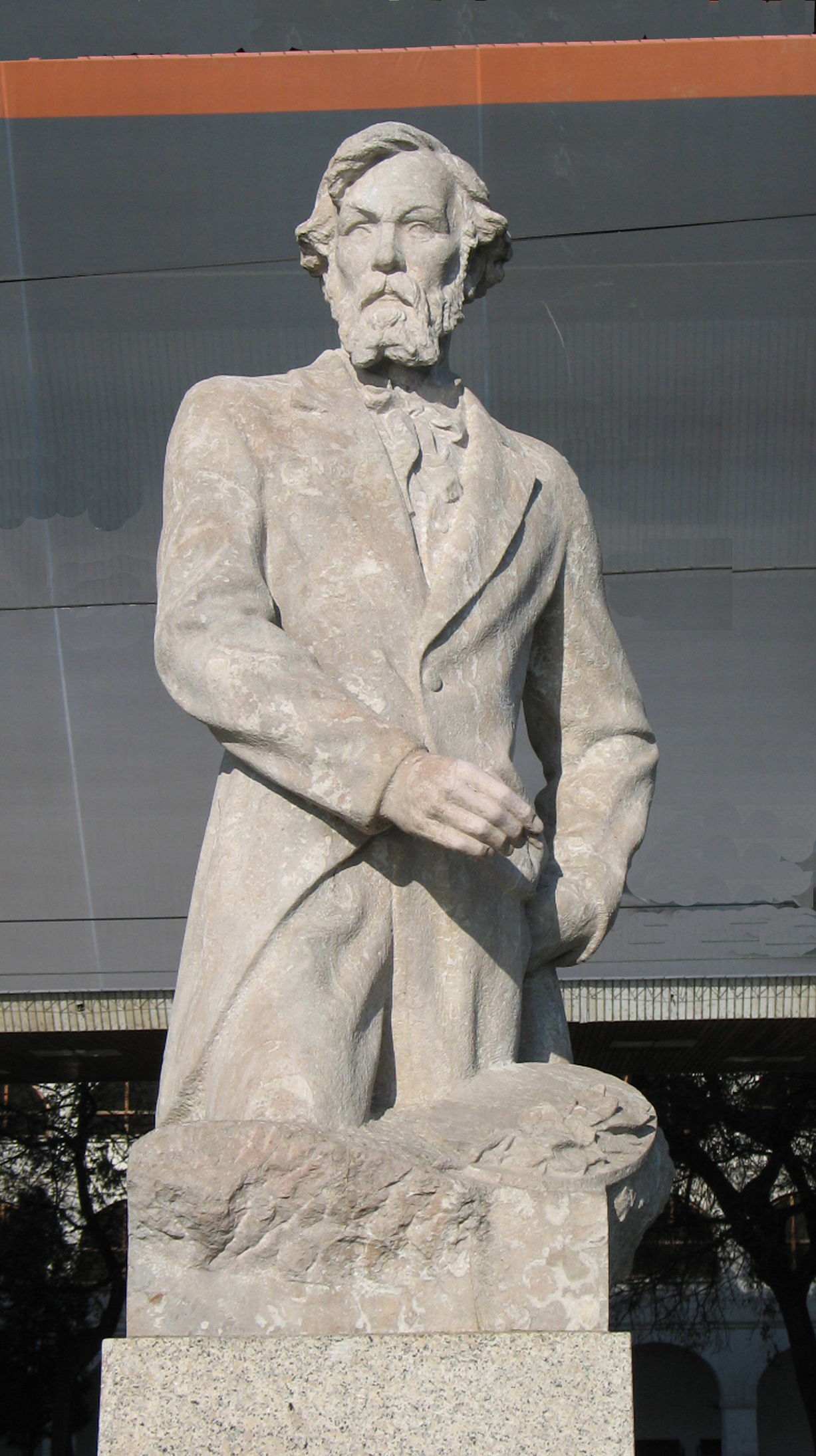
Socha Petra Michala Bohúně na nábřeží Dunaje před Slovenskou národní galerií, autor: Fraňo Štefunko

Peter Michal Bohúň (29. září 1822, Veličná (Velká Ves) – 20. května 1879, Bílsko-Bělá) byl slovenský malíř.

## Životopis
Bohúň se narodil roku 1822 v oravské obci Veličná v rodině evangelického kněze Jana Bohúně a Jany Žofie Ambróziové. Do školy začal chodit v rodné obci. Následně odešel na gymnázium do Gemerské Hôrky, kde se naučil maďarsky. Další etapou jeho studií byl odjezd na evangelické lyceum do Levoče v roce 1836. Z důvodu národnostních protestů bylo lyceum v květnu 1841 uherskou vládou zavřené. Bohúň odešel do Kežmarku, kde studoval právo a vytvořil první malby. Dne 18. listopadu 1843 začal Bohúň studovat v Praze na Akademii výtvarných umění. Jeho učitelem byl německý historický malíř a tehdejší ředitel Akademie Christian Ruben. Po smrti otce v únoru 1844, který financoval jeho studia, byl odkázán na materiální pomoc oravského šlechtice Michala Kubína mladšího. Bohúň patřil do skupiny štúrovců.

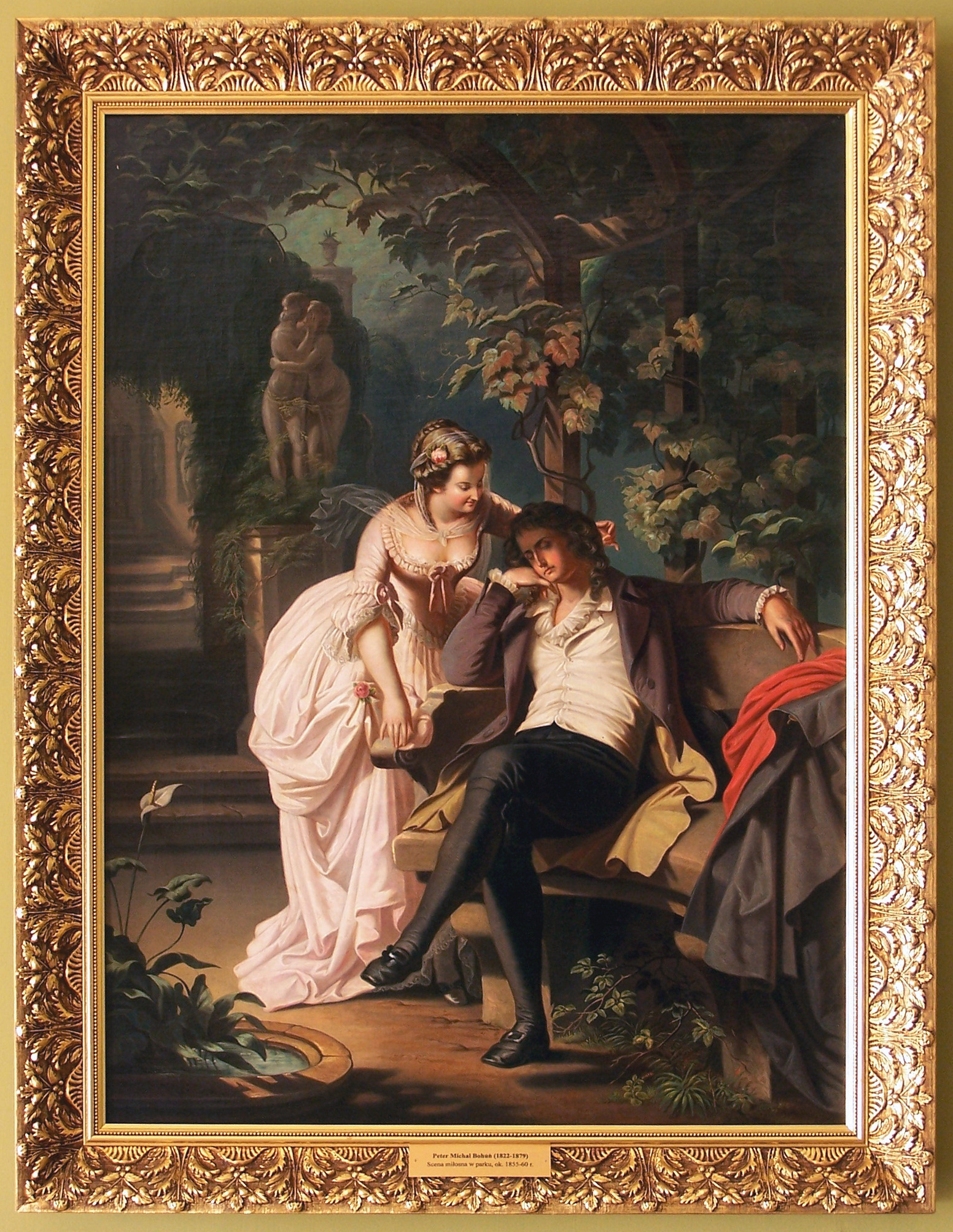
Milostná scéna v parku

Nejčastějším obsahem jeho maleb byly portréty, které jsou vystaveny ve většině slovenských galerií, v Praze a jiných městech Evropy. Také tvořil oltářní obrazy, které jsou roztroušeny v kostelech po celém Slovensku a Polsku. Krajinomalbě se věnoval pouze příležitostně, přičemž vycházel zejména z přírodních motivů oravského regionu. Za vyvrcholení jeho tvorby je považována temperová skica „Slovenské lidové shromáždění“, s postavami lidí v krojích z celého Slovenska. Jeho pravděpodobně nejznámějším výtvarným uměleckým dílem však je portrét slovenského národního buditele Jana Francisciho jako dobrovolnického kapitána.
V září 1854 přišel Bohúň spolu se svou manželkou Žofií Amálií Klonkayovou, dcerou zemana ze spišské Lučivné, a dvěma dětmi do Liptovského Svatého Mikuláše, kde téměř 11 let vyučoval malbu na dívčí evangelické škole.
Na podzim roku 1865 zadlužený Bohúň opustil Slovensko a společně s rodinou se usadil v haličské obci Lipník u Bělé (nyní část města Bílsko-Bělá). Nejdříve bydlel v Kontzerově dvoře, na adrese Lipnik č. 19, později se přestěhoval do domu č. 23. V roce 1876 vycestoval Bohúň do Itálie, kde hledal svého syna Lubora Milana, jenž dezertoval z rakouské armády.
Podle údajů bělského evangelického archivu zemřel Bohúň roku 1879 na zápal plic. Je pohřben na evangelickém hřbitově v Bělé.